# DA郵域
DA郵域（英語：DA postcode area），又称達特福德郵域（Dartford postcode area），是英格蘭11個郵鎮內18個郵編區組成的一個郵域。該郵域覆蓋了倫敦東南部和肯特郡西北部的一些地區。
達特福德的郵件分類處自2012年停止運作，改為遞送局。在倫敦服務於貝克斯利區的大部分地區以及布羅姆利區和格林威治區的極小部分地區。在肯特郡服務於達特福德區的幾乎全部地區、格雷夫瑟姆區的大部分地區、七橡樹的東北部地區以及湯布里奇和馬林區的小部分地區。

## 外部連結
- Royal Mail's Postcode Address File*（页面存档备份，存于）